# Kirsten Zickfeld
Kirsten Zickfeld (* 1971 in Saarbrücken) ist eine deutsche Klimawissenschaftlerin. Sie ist an der Simon Fraser University tätig.

## Leben
Zickfeld schloss 1998 ein Masterstudium in Physik an der Freien Universität Berlin ab. Sie promovierte 2004 an der Universität Potsdam in Physik. Im Jahr 2005 war sie am Potsdam-Institut für Klimafolgenforschung tätig. Sie war zudem von 2006 bis 2014 an der University of Victoria tätig. In den Jahren 2008 bis 2010 war sie zudem als Forscher für das Canadian Centre for Climate Modelling and Analysis tätig. Seit 2010 forscht sie an der Simon Fraser University.

## Wirken
Zickfelds Forschung konzentriert sich auf die Auswirkungen anthropogener Treibhausgas- und Aerosol-Emissionen auf das Klima in jahrhundertelangen Zeitskalen. Sie betrachtet dabei negative Treibhausgasemissionen zur Rückgängigmachung des Klimawandels durch Technologie für die Abscheidung von Kohlendioxid, die Reaktion des Kohlenstoffkreislaufs auf die Kohlendioxidentfernung, die Quantifizierung des Kohlenstoffbudgets zur Erreichung der Klimaziele sowie die Rückkopplungen zwischen dem Klima und dem Kohlenstoffkreislauf.
Zickfeld weist auf mögliche Klimaflüchtlinge als Folge des Klimawandels hin.
Sie ist eine der Verfasserinnen des Sonderberichts 1,5 °C globale Erwärmung des IPCC.

## Veröffentlichungen (Auswahl)
- K. Zickfeld, M. Eby, H. D. Matthews und A. J. Weaver: Setting cumulative emissions targets to reduce the risk of dangerous climate change. In: Proceedings of the National Academy of Sciences of the United States of America. Band 106, Nr. 38, 2009, S. 16129–16134.
- H. D. Matthews, N. Gillett, P. A. Stott und K. Zickfeld: The proportionality of global warming to cumulative carbon emissions. In: Nature. Band 459, 2009, S. 829–833.
- M. Collins u. a.: Chapter 12: Long-term Climate Change: Projections, Commitments and Irreversibility. In: T. F. Stocker und D. Qin (Hrsg.): Climate Change 2013: The Physical Science Basis, Contribution of Working Group I to the Fifth Assessment Report of the Intergovernmental Panel on Climate Change. Cambridge University Press, Cambridge 2013, S. 1029–1136.
- J. A. Church, P.U. Clark u. a.: Chapter 13: Sea Level Change. In: T. F. Stocker und D. Qin (Hrsg.): Climate Change 2013: The Physical Science Basis, Contribution of Working Group I to the Fifth Assessment Report of the Intergovernmental Panel on Climate Change. Cambridge University Press, Cambridge 2013, S. 1137–1216.